# کریستینا تیچات
کریستینا تیچات (انگلیسی: Kristina Teachout؛ زادهٔ ۱۳ سپتامبر ۲۰۰۵) تکواندوکار زن اهل ایالات متحده آمریکا است.
وی در مسابقات کشوری و بین‌المللی در مجموع برندهٔ ۲ مدال برنز شده است.